# معراج (كائن أسطوري)

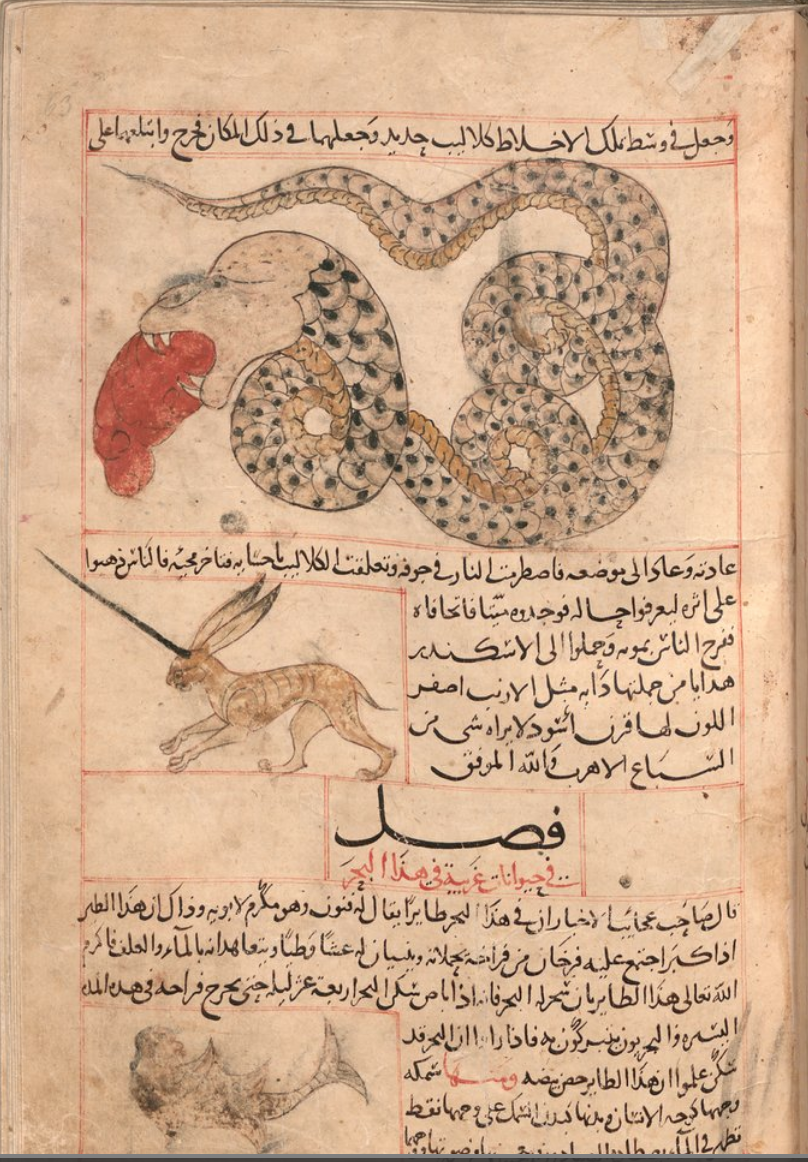
الصفحة 131، من كتاب عجائب المخلوقات وغرائب الموجودات للقزويني المخطوطة البافارية، تظهر فيه رسمتين العليا للتنين الذي قضى عليه الإسكندر الأكبر، والثاني لكائن المعراج.

ٱلْمِعرَاج (أو ٱلْمِهْرَاج)، هو كائن خرافي قيل بأنه يعيش في جزيرة التنين الأسطورية التي تقع في المحيط الهندي. شكله يشبه الأرنب أصفر اللون مع قرن وحيد على رأسه متوحش لدرجة أن الأسود تخشاه.

حسب ما تقول النصوص تم إهداء أحد هذه المخلوقات إلى الإسكندر الأكبر من قبل سكان الجزيرة بعد أن أنقذهم من تنين عملاق كان يأكل مواشي السكان المحليين وأحياناً بشراً منهم، ونص ما ذكره القزويني:
«وحملوا إليه هدايا عجيبة من جملتها دابة عجيبة يقال لها المعراج مثل الأرنب أصفر اللون وعلى رأسها قرن واحد اسود لم يراها شيء من السباع إلا هرب».

## في الثقافة الشعبية
ظهر في العديد من الفنون الحديثة مثل:
- كوحش في لعبة الأدوار التعاقبية «سجون وتنانين؛Dungeons & Dragons» تحديداً الأصدار الأول "فايند فوليو [الإنجليزية]".
- في لعبة الفيديو «مسعى التنين 3؛Dragon Quest III» ظهر بشكل وحش منخفض المستوى باسم «معراج؛Miraj».
- في الحلقة 10 من انمي «هل من الخطأ التعرف على الفتيات في الدانجون؟» في الطابق الأول من المستوى المتوسط ظهر بشكل عدة أرانب بيضاء اللون تمشي على قدمين وتمت الإشارة إلها بـ«المعراج؛Al-Mi'raj».
- في السلسلة المتحركة القصيرة «ريد؛Red» عام 2010، حيث أنقذ طفل-الذئب الصغير ريد من «المعراج» الذي يمكن أن يزداد حجمه لحد غير معروف.
- تضمن حزمة أوراق «يوغي-يو محطمي الظل؛Yu-Gi-Oh Breakers of Shadow» بطاقة مقتبسة من هذا الكائن تحمل اسم «اللومعراج؛Al-Lumi'raj»، كذلك في حزمة «معارك الاسطورة: انتقام البطل؛Battles of Legend: Hero's Revenge» بشكل بطاقة أخرى تحمل اسم «سالامنغرايت المعراج؛Salamangreat Almiraj».
- تظهر في لعبة «غضب باهاموت؛Rage of Bahamut» شخصية أرنب بهيئة بشرية توصف بأنها «المعراج القمري؛Moon Al-Mir'aj» تحمل اسم (رامينا).
- في قصة البط دونالد "حديقة الوحوش الأسطورية [الإنجليزية]؛Mythological Menagerie"، يقوم دونالد برسم أرنب أصفر اللون ويضع له قرناً ويصفوه أقاربه البط الصغار بأنه «معراج؛Mi'Raj».
- في لعبة «حدود الشجاعة؛Brave Frontier»، «المعراج» بشكل شائع كوحدة عنصر الضوء، يظهر كأرنب أبيض مع خصلات زرقاء وقرن ذهبي.
- في الحلقة 8 من الموسم الثاني لأنمي ري:زيرو، ظهر عدد منهم من تحت الثلج بشكل أرانب بيضاء اللون شرسة جداً.

## معرض صور

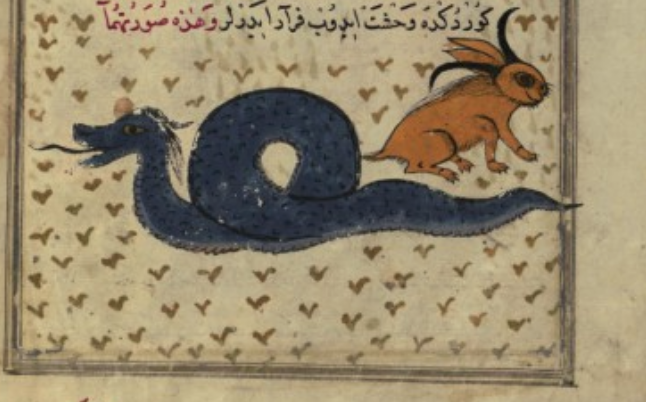
كائن المعراج والتنين من كتاب عجائب المخلوقات وغرائب الموجودات للقزويني مخطوطة والترز.
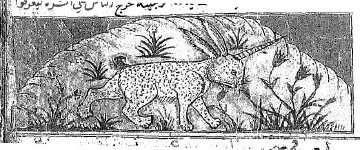
رسمة ثانية لكائن المعراج تعود لإحدى مخطوطات كتاب عجائب المخلوقات وغرائب الموجودات.